# 1角人民币硬币
人民币1角硬币，最早发行于1980年4月5日，共发行了四个版本。目前流通的第五套人民币1角硬币于2000年10月16日开始发行，2019年8月30日进行了样式调整。

## 历史

### 第三套人民币
第三套人民币1角硬币发行于1980年4月5日。硬币为铜锌合金材质，直径20mm，正面为中华人民共和国国徽以及国号（简体字），背面为齿轮、麦穗、阿拉伯数字“1”、“壹角”字样及铸造年份，币外缘为间断丝齿。该版本于2000年7月1日停止流通。

### 第四套人民币
第四套人民币1角硬币发行于1992年6月1日，俗称“菊花一角”。硬币为铝镁合金材质，直径22.5mm，正面为中华人民共和国国徽、国号汉字及汉语拼音、铸造年份，背面为菊花及面额，币内缘为正九边形，外缘为圆柱面。该版本于2016年11月1日起只收不付，2018年5月1日停止流通。

### 第五套人民币
第五套人民币1角硬币发行于2000年10月16日。直径19mm，正面内缘为点状图案环绕（仅2019版）、仿马文蔚手书“中国人民银行”字样、面额及铸造年份，背面为“中国人民银行”的汉语拼音及兰花图案，币外缘为圆柱面。
第五套人民币的1角硬币共发行了三个版本。2000年10月16日发行的是铝合金版本；2005年8月31日起，改为不锈钢材质，图案设计不变；2019年8月30日起，硬币正面内缘增加点状图案环绕，面值数字“1”由衬线体直体改为无衬线体斜体，背面兰花图案比例缩小，其余不变。
第五套人民币硬币上的年份为硬币的铸造年份，并非硬币的版别。

#### 一角硬币五十元整封包
第五套人民币一角硬币五十元整封包主要是为了满足广州市番禺区部分村镇金融需求所发行的。杭州市、昆明市、长沙市、怀化市、九江市亦有少量发行。该封包如未破损可且标有中国人民银行封标，则在市场上以五十元整人民币流通。一角硬币五十元整封包在广州市番禺区的村镇中经常作为五十元以供找零之用，其余地区则通常在银行作为调集货币使用。

第三套人民币1角硬币
第四套人民币1角硬币正面
第四套人民币1角硬币背面
第五套人民币1999、2005版1角硬币正面
第五套人民币1999、2005版1角硬币背面

## 面值为1角的纪念币
历史上，中国人民银行仅发行过一套面值为1角的纪念币，即1987年发行的“中华人民共和国第六届运动会”纪念币，一套三枚。